# Cimitero militare italiano di Soupir
Il cimitero militare italiano di Soupir, situato a Soupir (Dipartimento Dell'Aisne), è un cimitero di guerra italiano.

## Introduzione
Il cimitero è una sezione della più grande  Nécropole nationale de Soupir, insieme a due grandi sezioni francesi ed una tedesca. Esso accoglie le spoglie di 593 soldati italiani del II Corpo d'armata italiano in Francia del generale Alberico Albricci che hanno combattuto durante la seconda battaglia della Marna nel 1918. Al centro del cimitero è posizionato un monumento costituito da due libri aperti in bronzo, con il seguente testo riportato in francese su quello di sinistra ed in italiano su quello di destra:
La grande unité italienne, commandée par le Général Alberico ALBRICCI, eut plus de 9000 morts dans leurs durs et victorieux combats. 592 d'entre eux reposent dans ce cimetière militaire réalisé et pris en charge par le commissariat général "Onoranze al caduti in guerra" (Ministero della difesa - Roma -)»
Il cimitero è gestito dal Commissariato generale onoranze ai caduti in guerra del Ministero della difesa italiano.